# Evangelische Kirche Frömern

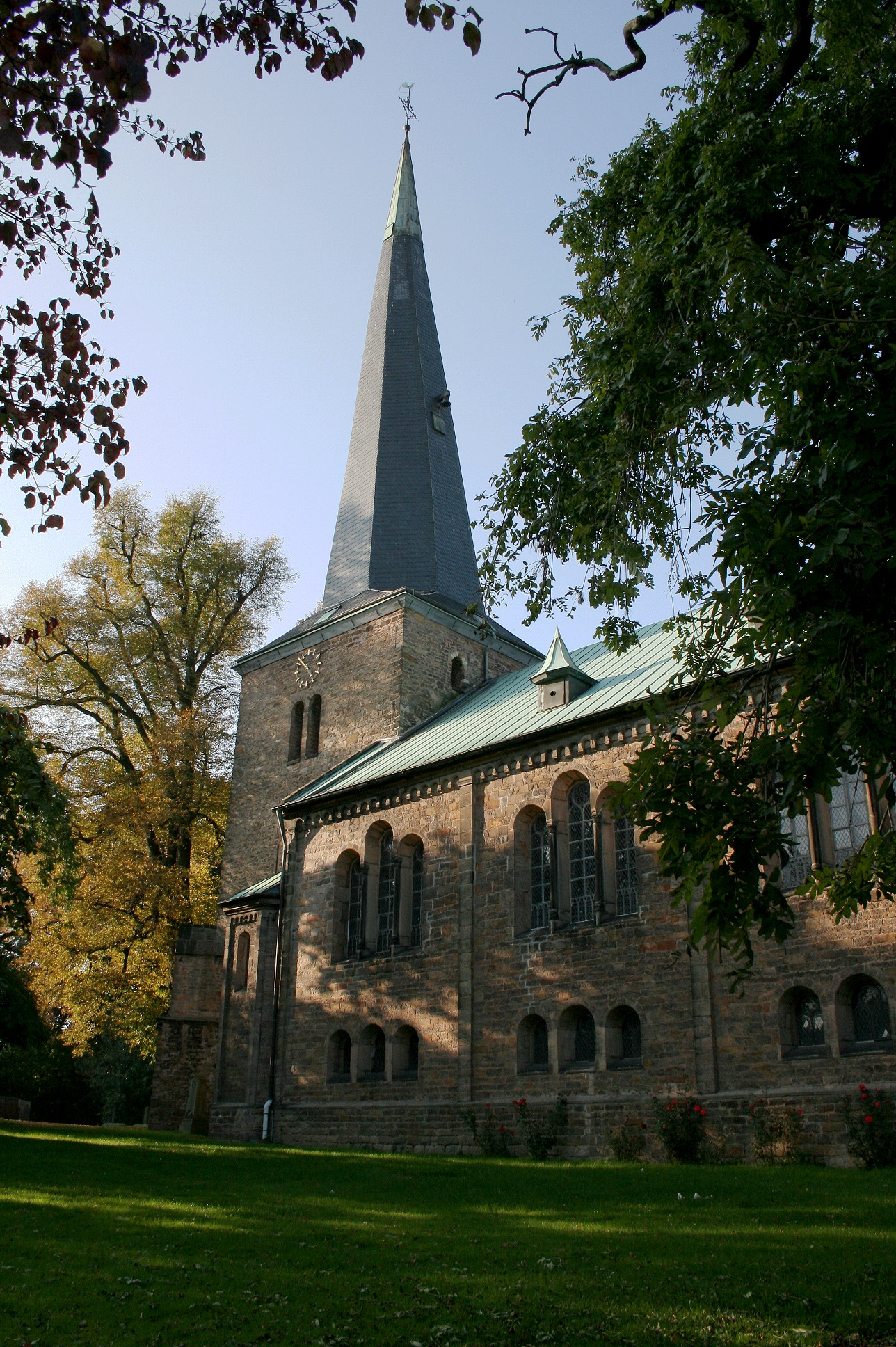
Evangelische Kirche Frömern

Die evangelische Pfarrkirche ist ein denkmalgeschütztes Kirchengebäude in Frömern, einem Ortsteil der Stadt Fröndenberg/Ruhr im Kreis Unna, in Nordrhein-Westfalen.

## Geschichte und Architektur
Das ursprüngliche Gebäude war eine romanische Hallenkirche zu drei Jochen. Das 9,5 × 14 m große Kirchenschiff war flachgedeckt und hatte eine halbrunde Apsis. Entstanden ist es nach 1000, das genaue Baudatum ist nicht bekannt. Die Kirche unterstand ursprünglich dem Patrozinium Johannes’ des Täufers: dass St. Johannes vorzeiten als Schutzpatron bey dieser Kirche sey verehret worden, ist aus einem Briefe vom Jahr 1401  zu sehen, denn in demselben heisset sie St. Johannes.
Im 13. Jahrhundert wurden Kirchenschiff und Turmhalle gotisch eingewölbt, wozu die Außenmauern erhöht wurden. Im 14. Jahrhundert wurde die Apsis durch einen gotischen Chor ersetzt. Im Siebenjährigen Krieg wurde das Langhaus 1761 bei einem Brand schwer beschädigt. Unter Beibehaltung der noch brauchbaren Baugruppen wurde das Schiff vollkommen erneuert. Diese Kirche wurde etwa 100 Jahre später wegen Baufälligkeit abgerissen, das Mauerwerk des 18 Meter hohen Turmes mit quadratischem Grundriss blieb erhalten.

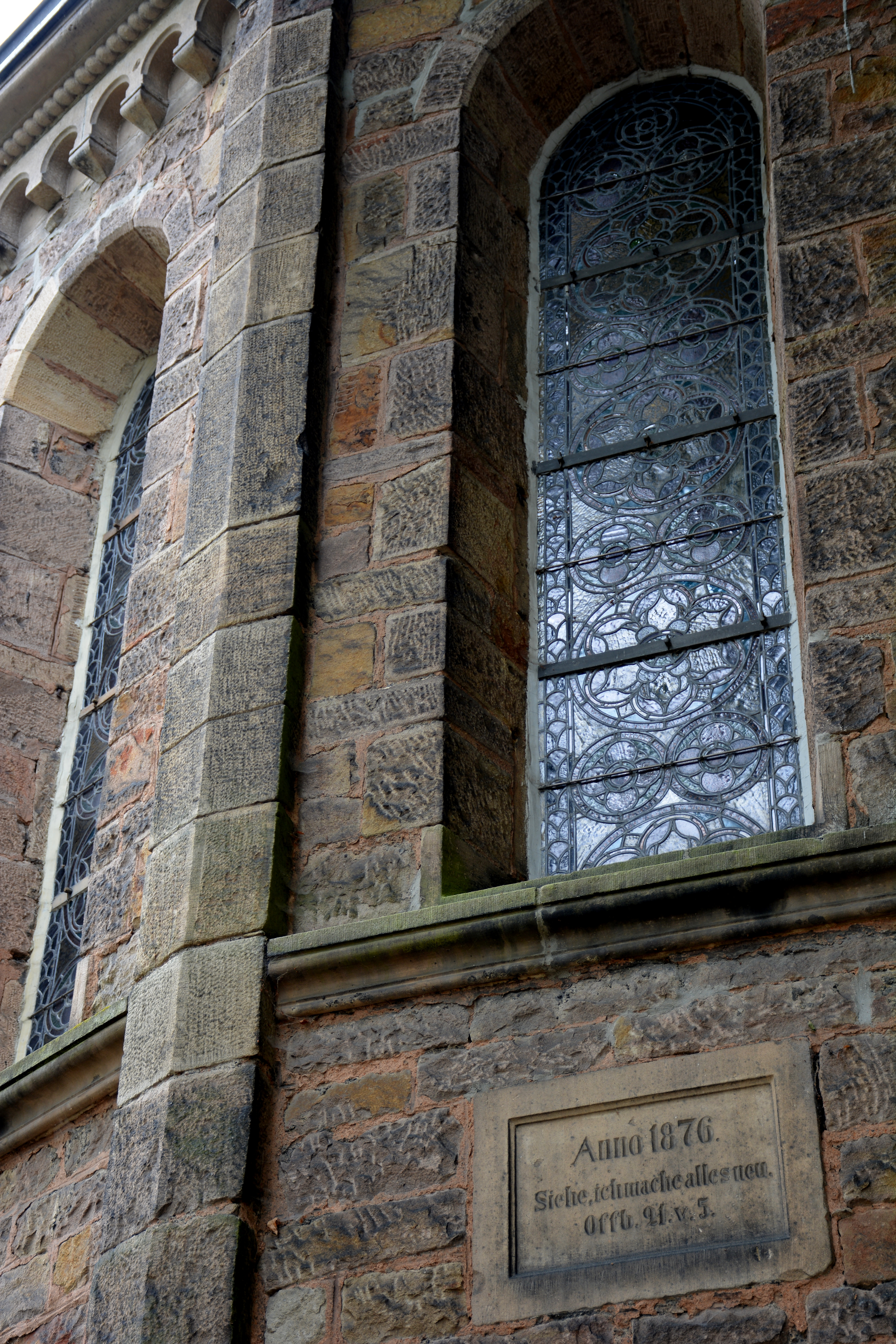
Anno 1876: Johanneskirche in Frömern

1876 wurde von dem Arnsberger Bauinspektor A. Hartmann die heutige Kirche als dritte nachweisbare Kirche errichtet.
In den Mittelschiffjochen befinden sich Hängekuppeln zwischen rundbogigen Quertonnen. Die Apsis ist leicht eingezogen, innen ist sie halbrund und außen siebenseitig. Ein neues Bronzegeläut wurde 1895 eingebaut; zwei dieser Glocken wurden 1917, ebenso wie die Prospektpfeifen der Orgel, eingeschmolzen. Neue Glocken wurden 1927 eingeweiht, im Zweiten Weltkrieg wurden abermals zwei Glocken requiriert. Als Ersatz dafür wurden 1949 Gussstahlglocken des Bochumer Vereins eingeweiht, die in der schweren V12-Rippe gegossen sind und auf das Te-Deum-Motiv d′ – f′ – g′ gestimmt sind.

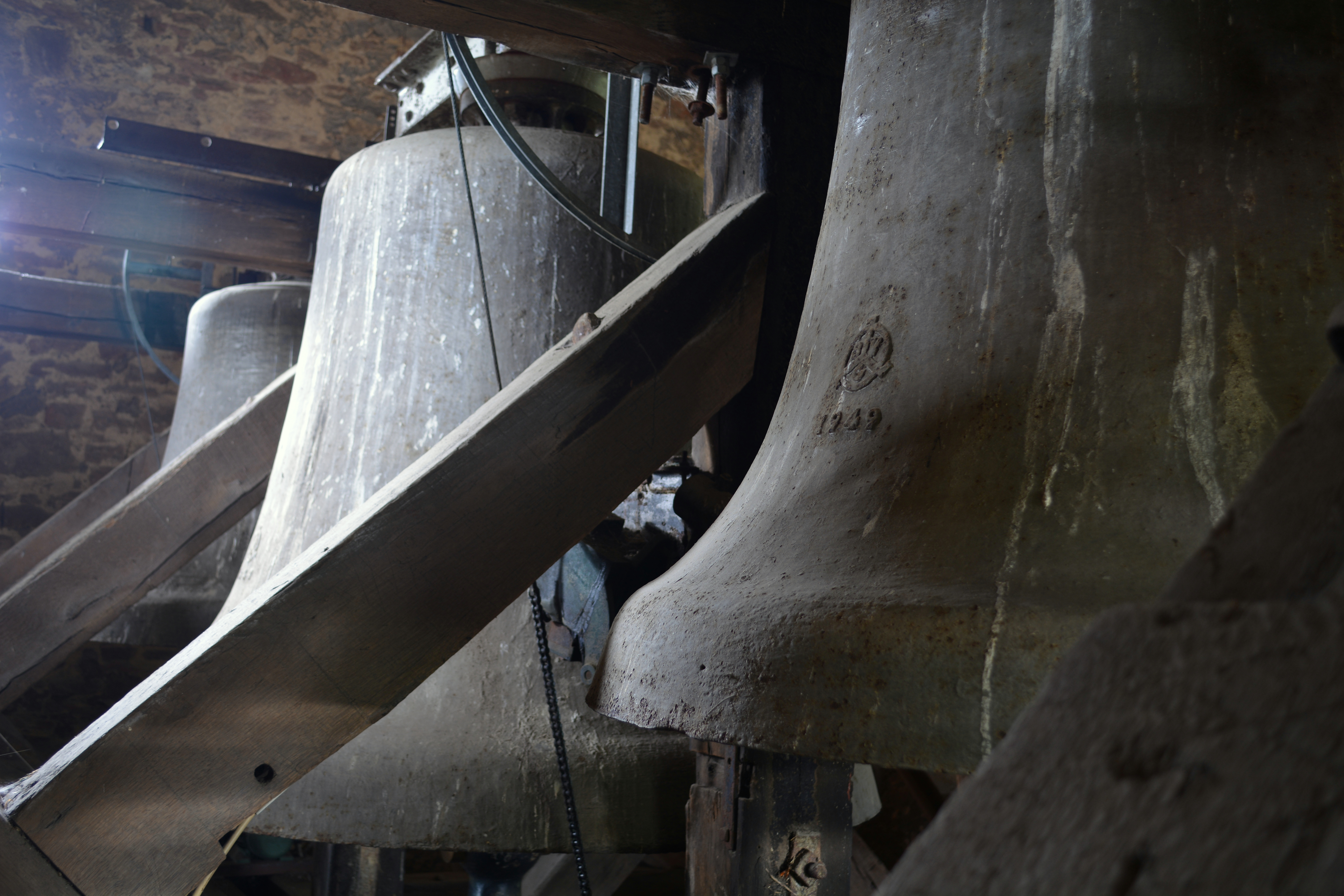
Kirchenglocken der Johanneskirche in Frömern

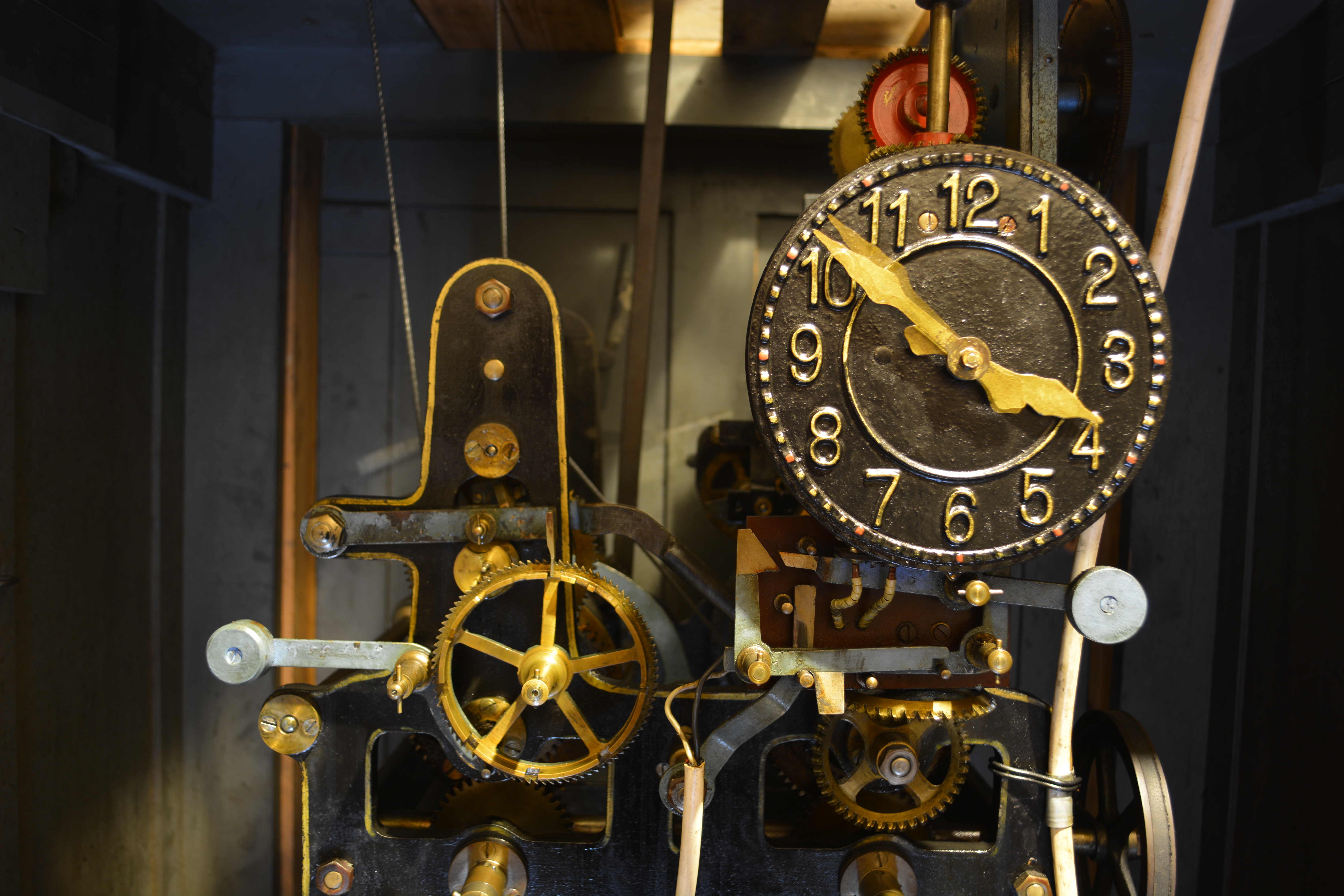
Glockenuhr mit bewegtem Minutenzeiger

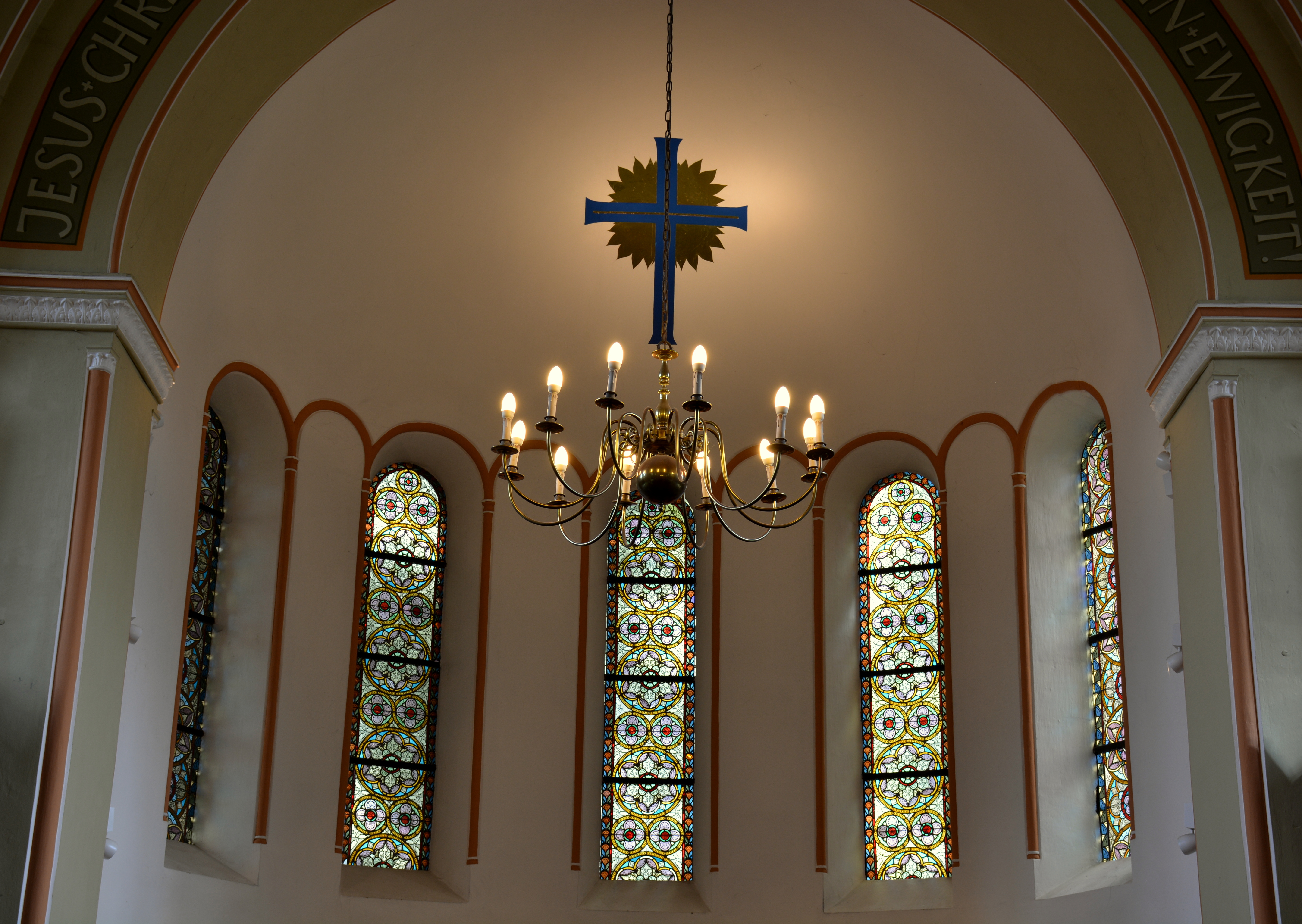
Altarraum, 2020

Im selben Jahr wurde das Langhaus-Schieferdach repariert. Der Altarraum wurde 1968 neu gestaltet.
Die Verankerung der Außenwände des Langhauses wurde 1983 und 1984 vorgenommen, gleichzeitig wurde die Orgel renoviert. Die Fensterverglasung im Chor wurde 1986 erneuert, die an der Nord- und Südseite 1991 und 1995.

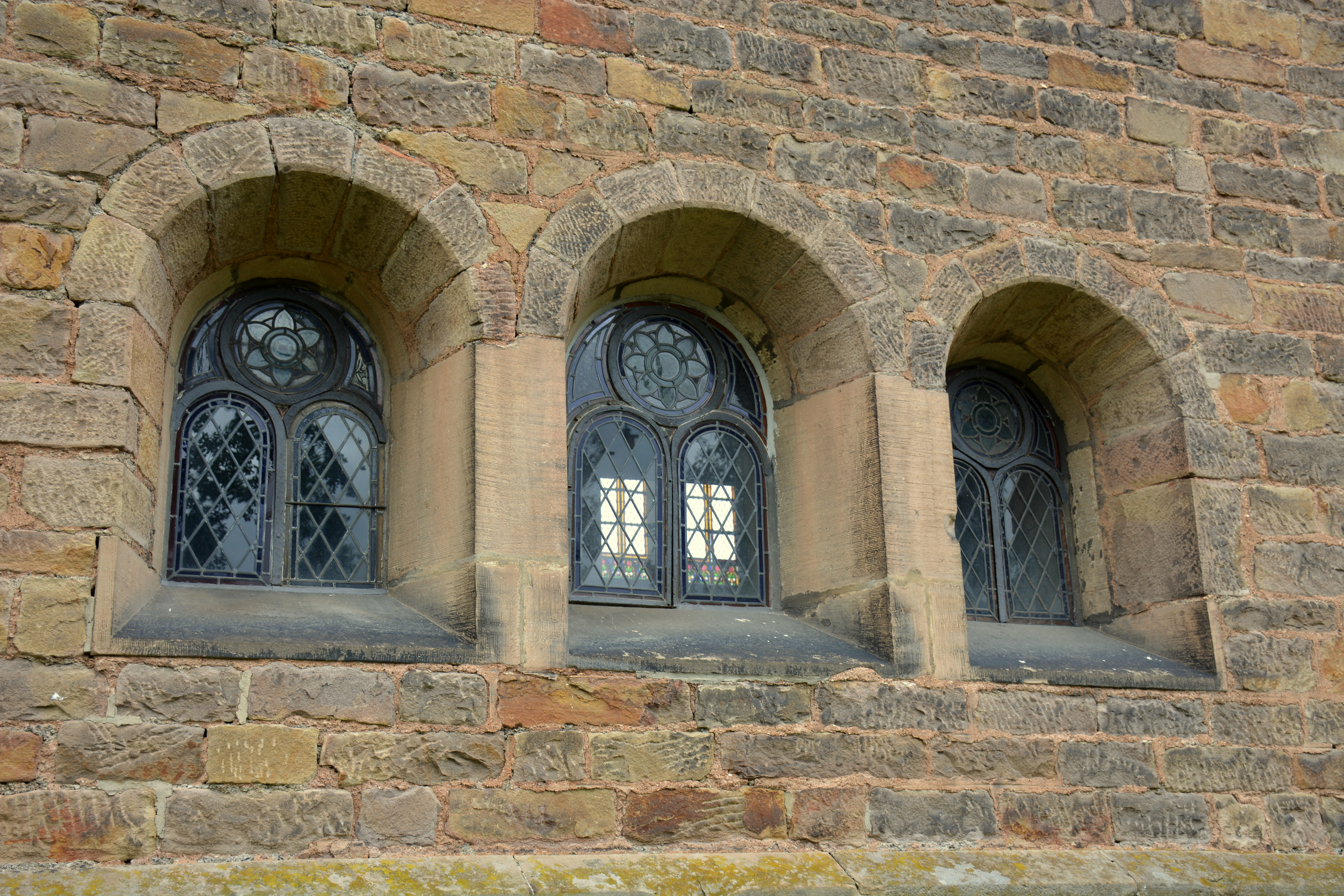
Außenfenster

## Ausstattung
- Die Ausstattung wurde hauptsächlich nach Entwürfen von Hartmann angefertigt. Altartisch, Taufschalenhalter und die Kanzel sind aus Holz
- ein Schmiedeeiserner Lesungsständer
- eine historische Orgel von 1879 des Orgelbauers Friedrich Ladegast, die restauriert wurde.[2]
- Vor den Stufen des Altares befinden sich die Gräber der sieben Pastoren der Familie von Steinen. Sie sind bis auf die des Johann Dietrich von Steinen vom Fußboden verdeckt, die Inschriften der Grabplatten sind bekannt.
- Ein in die Ostwand rechts vom Chor eingelassenes Altarbild des Bildhauers Goldkuhle aus Wiedenbrück mit dem letzten Abendmahl entstand 1877.[3]

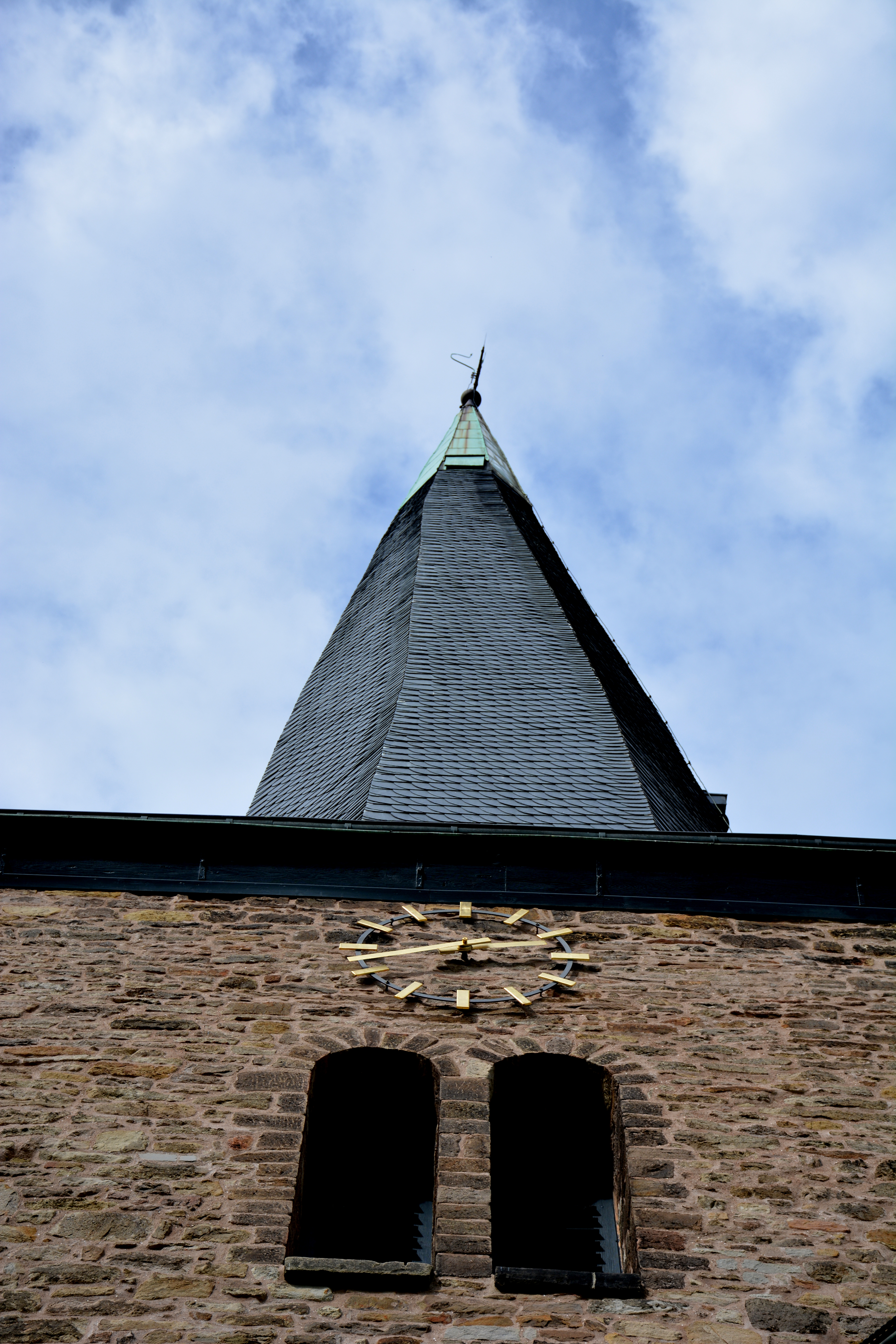
Schiefe Kirchturmspitze, 2020
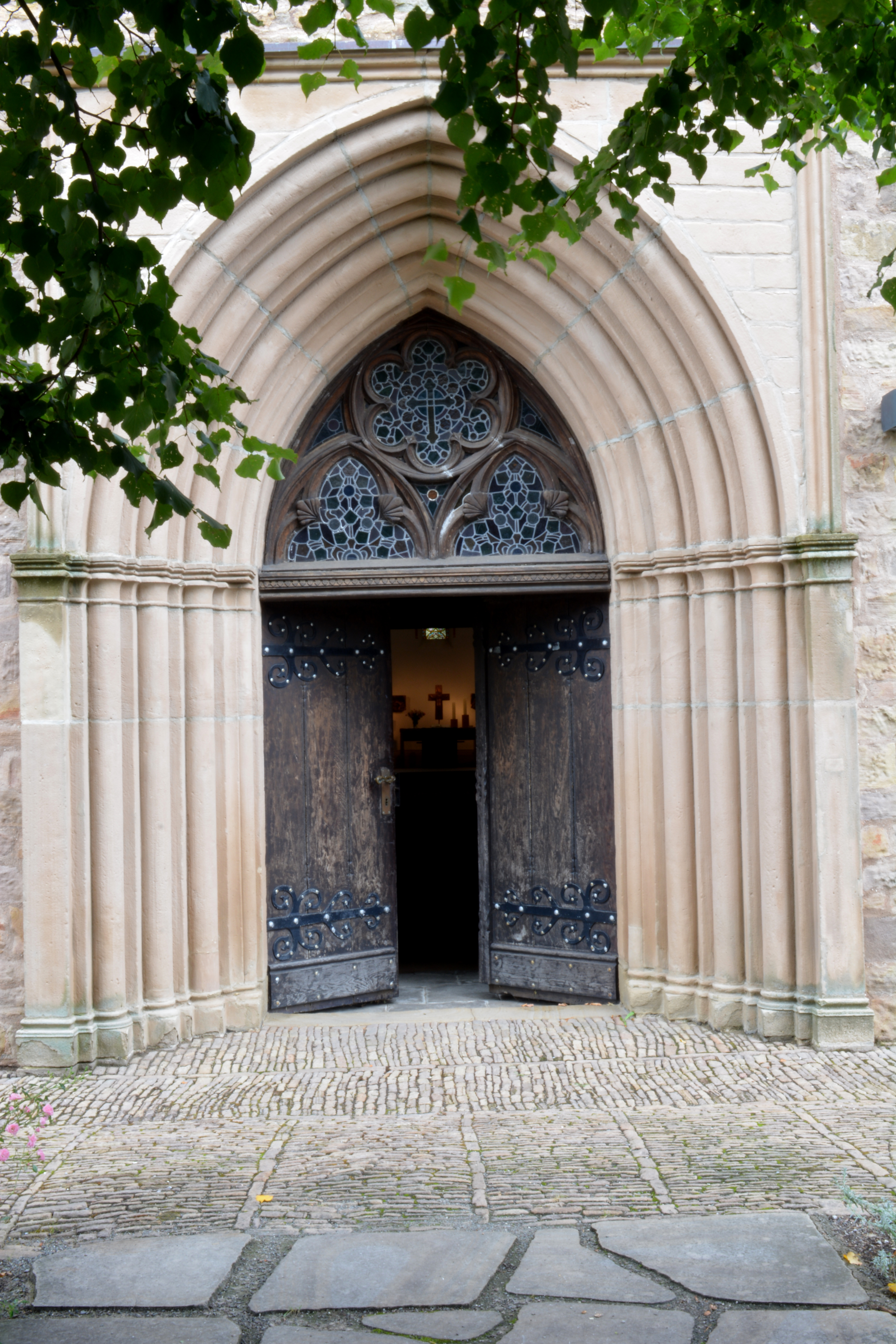
Haupteingang, 2020